# DDR2 SDRAM

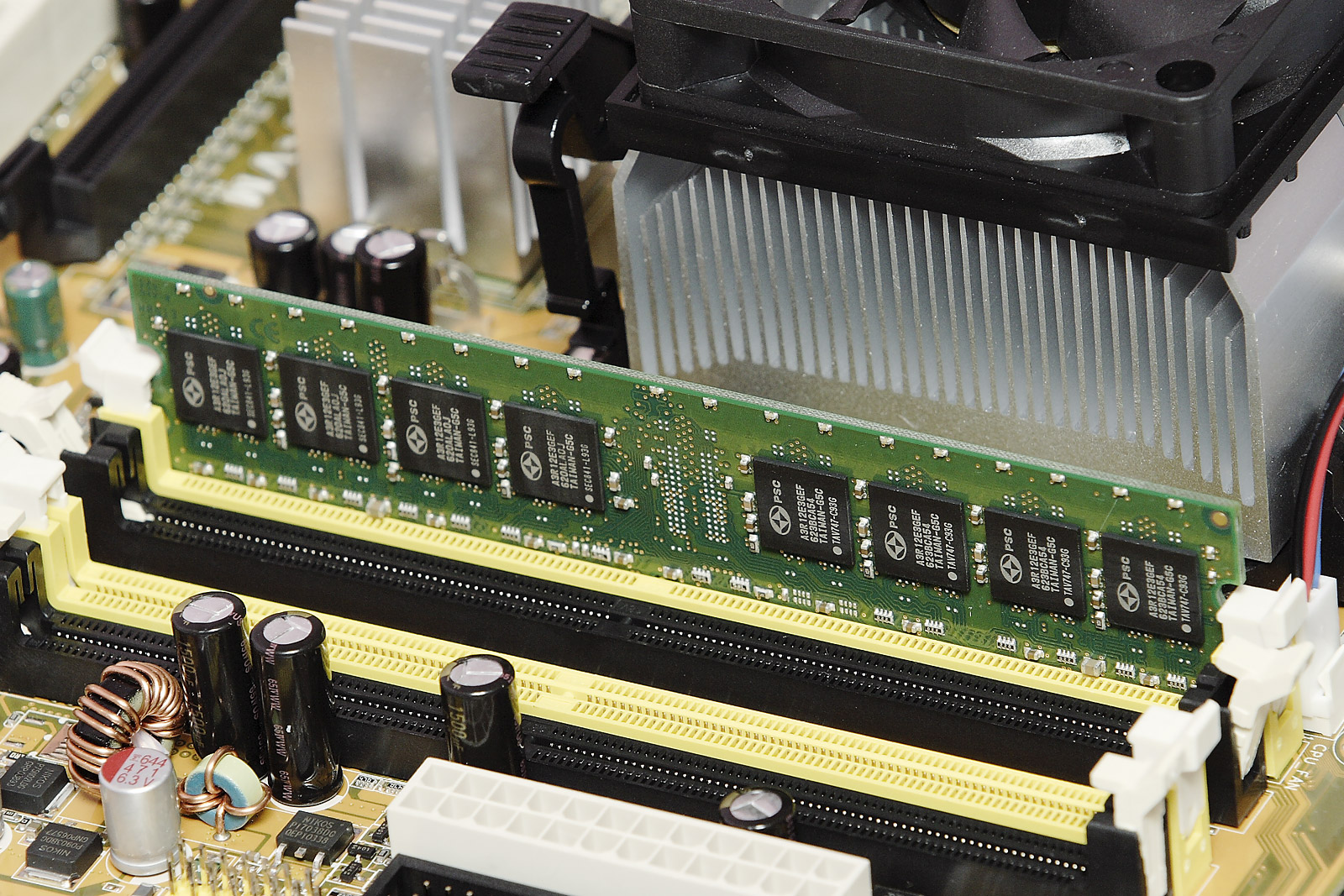
Модуль памяти DDR2 в разъеме

DDR2 SDRAM (англ. double-data-rate two synchronous dynamic random access memory — синхронная динамическая память с произвольным доступом и удвоенной скоростью передачи данных, второе поколение) — это тип оперативной памяти, используемой в вычислительной технике в качестве оперативной и видеопамяти. Пришла на смену памяти DDR SDRAM.
Память DDR2 была введена во втором квартале 2003 года, конкурентоспособной с DDR стала к концу 2004 года.
В 2010-х была в значительной степени вытеснена памятью стандарта DDR3.

## Описание
Напряжение питания — 1,8 В.

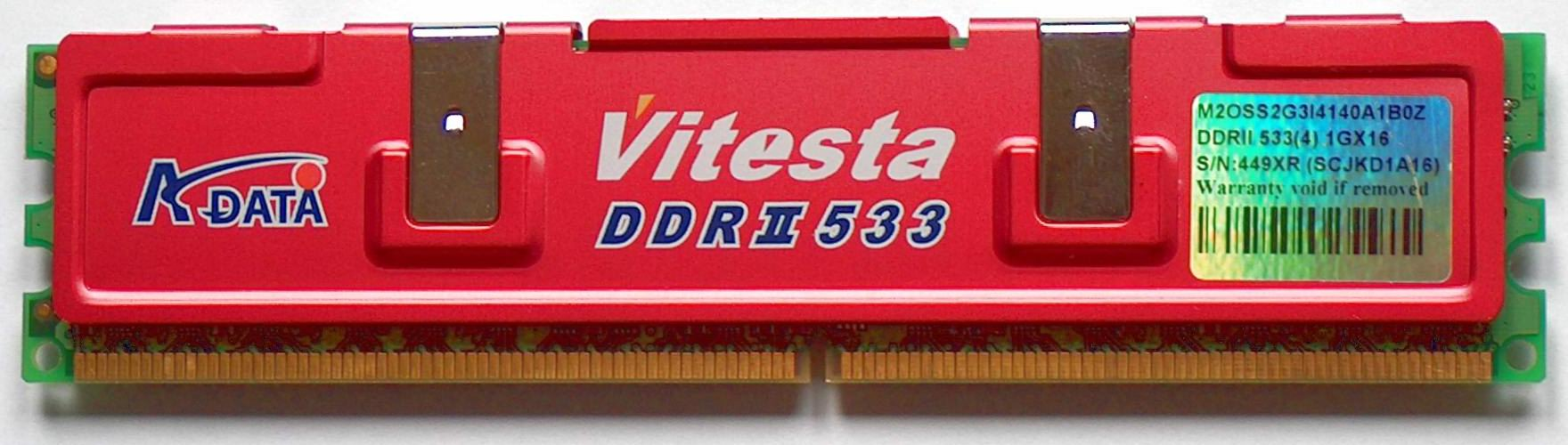
Модуль памяти объемом 1 ГБ DDR2-533 с радиатором

DIMM

SO-DIMM

Как и DDR SDRAM, DDR2 SDRAM использует передачу данных как по фронту, так и по спаду тактового сигнала, за счёт чего при такой же частоте шины памяти, как и в обычной SDRAM, можно фактически удвоить скорость передачи данных (например, при работе DDR2 на частоте 100 МГц эквивалентная эффективная частота для SDRAM получается 200 МГц). Основное отличие DDR2 от DDR — вдвое большая частота работы шины, по которой данные передаются в буфер микросхемы памяти. При этом, чтобы обеспечить необходимый поток данных, передача на шину осуществляется из четырёх мест одновременно. Итоговые задержки оказываются выше, чем для DDR.
Максимальный объем такой памяти составляет 16 Гб для серийных материнских плат, редко - 32 Гб для серверных плат.

### Конструктивное исполнение
Для применения в стандартных вычислительных системах использовались два конструктива — DIMM для настольных систем и SO-DIMM для мобильных.
Для исключения путаницы с другими поколениями DDR памяти модули снабжены ключом в виде прорези, мешающей вставить модуль в неродной разъем.
Модуль DIMM DDR2 имеет 240 контактов (по 120 с каждой стороны).
Интерфейс ввода-вывода: SSTL_18
Burst Length: 4/8
Prefetch Size: 4-bit
Новые функции: ODT, OCD Calibration, Posted CAS, AL (Additive Latency)

### Serial presence detect
Serial presence detect
На каждом модуле установлена микросхема ПЗУ, в которую производитель записывает электрические параметры этого модуля. Структура записи стандартизована для DDR2. Таким образом, считывание контроллером памяти данных и настройка параметров работы с модулем осуществляется автоматически.
Существуют утилиты, позволяющие просматривать информацию из микросхем SPD, например CPU-Z. Также существует утилита SPDTool, позволяющая изменять информацию в микросхеме SPD конкретных установленных в компьютере модулей, если она аппаратно не защищена от перезаписи производителем модуля.

## Совместимость
DDR2 не является обратно совместимой с DDR, поэтому ключ на модулях DDR2 расположен в другом месте по сравнению с DDR и вставить модуль DDR2 в разъём DDR, не повредив последний (или первый), невозможно.
Не существует переходников для установки модулей DDR2 в слоты DDR. Однако, существует переходник (GC-DDR21) производства Gigabyte для установки модулей DDR в слоты DDR2, но его можно рассматривать скорее как технологический курьез. Дело в том, что для функционирования такого переходника необходим контроллер памяти, обладающий способностью работать как с памятью типа DDR, так и DDR2 — VIA PT880 Pro (GA-8VT880P Combo).

## Технические стандарты

### Модули
Для использования в ПК DDR2 RAM поставляется в модулях DIMM с 240 контактами и одним ключом (прорезью в полосе контактов). DIMM различаются по максимальной скорости передачи данных (часто называемой пропускной способностью).
| Стандартное название | Название модуля | Частота памяти, МГц | Тактовая частота, шины МГц | Эффективная (удвоенная) скорость, млн. передач/с | Пиковая скорость передачи данных, МБ/с |
| -------------------- | --------------- | ------------------- | -------------------------- | ------------------------------------------------ | -------------------------------------- |
| DDR2‑400             | PC2‑3200        | 100                 | 200                        | 400                                              | 3200                                   |
| DDR2‑533             | PC2‑4200        | 133                 | 266                        | 533                                              | 4266                                   |
| DDR2‑667             | PC2‑5300        | 166                 | 333                        | 667                                              | 5333                                   |
| DDR2‑675             | PC2‑5400        | 168                 | 337                        | 675                                              | 5400                                   |
| DDR2‑700             | PC2‑5600        | 175                 | 350                        | 700                                              | 5600                                   |
| DDR2‑711             | PC2‑5700        | 177                 | 355                        | 711                                              | 5689                                   |
| DDR2‑750             | PC2‑6000        | 187                 | 375                        | 750                                              | 6000                                   |
| DDR2‑800             | PC2‑6400        | 200                 | 400                        | 800                                              | 6400                                   |
| DDR2‑888             | PC2‑7100        | 222                 | 444                        | 888                                              | 7111                                   |
| DDR2‑900             | PC2‑7200        | 225                 | 450                        | 900                                              | 7200                                   |
| DDR2‑1000            | PC2‑8000        | 250                 | 500                        | 1000                                             | 8000                                   |
| DDR2‑1066            | PC2‑8500        | 266                 | 533                        | 1066                                             | 8533                                   |
| DDR2-1100            | PC2-8800        | 275                 | 550                        | 1100                                             | 8800                                   |
| DDR2-1111            | PC2-8888        | 277                 | 555                        | 1111                                             | 8888                                   |
| DDR2-1142            | PC2-9136        | 285                 | 571                        | 1142                                             | 9136                                   |
| DDR2‑1150            | PC2‑9200        | 287                 | 575                        | 1150                                             | 9200                                   |
| DDR2‑1200            | PC2‑9600        | 300                 | 600                        | 1200                                             | 9600                                   |
| DDR2-1250            | PC2-10000       | 312                 | 625                        | 1250                                             | 10000                                  |
| DDR2-1262            | PC2-10100       | 315                 | 631                        | 1262                                             | 10100                                  |
| DDR2-1300            | PC2-10400       | 325                 | 650                        | 1300                                             | 10400                                  |

Быстрейшей серийно выпускаемой памятью DDR2 является Team Xtreem PC2-10400, которая, однако, имеет большие задержки — 6-6-6-х и повышенное напряжение питания — 2,35–2,45 В.
Для таймингов 5-5-5-X быстрейшими серийными модулями являются PC2-10100 производства Patriot Memory, а для 4-4-4-X — PC2-9280 производства GeIL, работающие при напряжении составляющем 2.45V, что на 36% выше стандартизированного JEDEC.
Существуют также модули с наименьшими задержками равными 3-3-3-X, со значительно меньшей скоростью работы. Самыми быстрыми из них являются PC2-6400, однако, такие модули выпускались сразу несколькими производителями.
Помимо разделения по пропускной способности и ёмкости, модули делятся по:
- наличию дополнительного чипа памяти для кода коррекции ошибок (ECC). Обозначаются символами ECC, например, так: PC2-6400 ECC;
- наличию специализированной микросхемы адресации — register. «Обычные» модули обозначаются как «non-registered» или «unbuffered». Регистр в буферизированных — «registered» — модулях улучшает качество сигнала командно-адресных линий (ценой дополнительного такта задержки при обращении), что позволяет поднять частоты и использовать до 36 микросхем памяти на модуль, создавая модули повышенной ёмкости, которые обычно применяются в серверах и рабочих станциях. Практически все выпускающиеся сейчас модули DDR2 Reg также оснащены ECC.
- наличию микросхемы AMB (Advanced Memory Buffer). Такие модули называются полностью буферизованными (fully buffered), обозначаются буквами F или FB и имеют другое расположение ключа на модуле. Это дальнейшее развитие идеи registered модулей — Advanced Memory Buffer осуществляет буферизацию не только сигналов адреса, но и данных, и использует последовательную шину к контроллеру памяти вместо параллельной. Эти модули нельзя устанавливать в материнские платы, разработанные для других типов памяти, и положение ключа этому препятствует.

Как правило, даже если материнская плата поддерживает registered и unbuffered (обычная память) модули, модули разных типов (registered и unbuffered) не могут работать совместно на одном канале.
Несмотря на механическую совместимость разъёмов, Registered память просто не запустится в материнской плате, рассчитанной на применение обычной (небуферизованной) памяти и наоборот. Наличие/отсутствие ECC никоим образом не влияет на ситуацию. Всё это касается как обычной DDR, так и DDR2.
Категорически невозможно использовать регистровую память вместо обычной памяти и наоборот.
Единственным исключением в настоящее время[когда?] являются двухпроцессорные LGA1366 платы, которые работают как с обычной, так и с Registered DDR3, однако смешивать в одной системе два типа памяти нельзя.
Преимущества по сравнению с DDR
- Более высокая полоса пропускания
- Как правило, меньшее энергопотребление
- Улучшенная конструкция, способствующая охлаждению

Недостатки по сравнению с DDR
- Обычно более высокая CAS-латентность (от 3 до 6)
- Итоговые задержки при одинаковых (или даже более высоких) частотах оказываются выше